# Phyllanthus goianensis
Phyllanthus goianensis är en emblikaväxtart som beskrevs av L.J.M.Santiago. Phyllanthus goianensis ingår i släktet Phyllanthus och familjen emblikaväxter. Inga underarter finns listade i Catalogue of Life.